# Artist emerit (România)
Artist emerit este un titlu care se acorda oamenilor de artă care au realizări valoroase în oricare din ramurile artei, fie sub raportul creației artistice, fie al interpretării.
În România comunistă, în baza hotărârii Consiliului de Miniștri cu Nr. 902 din 8 august 1950, titlul a fost instituit prin Decretul nr. 203 din 28 septembrie 1950 pentru înființarea titlurilor ce se pot acorda oamenilor de știință, tehnicienilor și artiștilor, publicat în Buletinul Oficial nr. 83 din 28 septembrie 1950.
Titlurile înființate prin acest decret se acordau de către Prezidiul Marii Adunări Naționale, la propunerea Consiliului de Miniștri.

## Laureați

### Artiști dramatici
| An   | Nume                         | Anul nașterii | Anul decesului | Ocupație          | Motiv | Note   |
| ---- | ---------------------------- | ------------- | -------------- | ----------------- | --- | ------ |
| 1951 | Ion Manolescu                | 1881          | 1959           | Actor             | – | [ 2 ]  |
| 1951 | Costache Antoniu             | 1900          | 1979           | Actor             | – | [ 2 ]  |
| 1951 | Gheorghe Storin              | 1883          | 1968           | Actor             | – | [ 2 ]  |
| 1951 | Gheorghe Timică              | 1886          | 1954           | Actor             | – | [ 2 ]  |
| 1951 | George Calboreanu            | 1896          | 1986           | Actor             | – | [ 2 ]  |
| 1951 | Sonia Cluceru                | 1892          | 1955           | Actriță           | – | [ 2 ]  |
| 1951 | Vladimir Maximilian          | 1882          | 1959           | Actor             | – | [ 2 ]  |
| 1951 | Irina Răchițeanu             | 1920          | 1993           | Actriță           | – | [ 2 ]  |
| 1951 | Lili Poór                    | 1886          | 1962           | Actriță           | – | [ 2 ]  |
| 1951 | Aura Buzescu                 | 1894          | 1992           | Actriță           | – | [ 2 ]  |
| 1951 | Beate Fredanov               | 1913          | 1997           | Actriță           | – | [ 2 ]  |
| 1951 | Moni Ghelerter               | 1905          | 1979           | Regizor           | – | [ 2 ]  |
| 1952 | Gheorghe Ciprian             | 1883          | 1968           | Actor             | – | [ 3 ]  |
| 1952 | George Vraca                 | 1896          | 1964           | Actor             | – | [ 4 ]  |
| 1953 | Marcel Anghelescu            | 1909          | 1977           | Actor             | „pentru merite deosebite, pentru realizări valoroase în artă și pentru activitate merituoasă”                            | [ 5 ]  |
| 1953 | Radu Beligan                 | 1918          | 2016           | Actor             | „pentru merite deosebite, pentru realizări valoroase în artă și pentru activitate merituoasă”                            | [ 5 ]  |
| 1953 | Toma Dimitriu                | 1908          | 1984           | Actor             | „pentru merite deosebite, pentru realizări valoroase în artă și pentru activitate merituoasă”                            | [ 5 ]  |
| 1953 | Maria Filotti                | 1883          | 1956           | Actriță           | „pentru merite deosebite, pentru realizări valoroase în artă și pentru activitate merituoasă”                            | [ 5 ]  |
| 1953 | Ion Finteșteanu              | 1899          | 1984           | Actor             | „pentru merite deosebite, pentru realizări valoroase în artă și pentru activitate merituoasă”                            | [ 5 ]  |
| 1953 | Alexandru Giugaru            | 1897          | 1986           | Actor             | „pentru merite deosebite, pentru realizări valoroase în artă și pentru activitate merituoasă”                            | [ 5 ]  |
| 1953 | Alexandru Marius             |               |                | Actor             | „pentru merite deosebite, pentru realizări valoroase în artă și pentru activitate merituoasă”                            | [ 5 ]  |
| 1953 | Mihai Popescu                | 1909          | 1953           | Actor             | „pentru merite deosebite, pentru realizări valoroase în artă și pentru activitate merituoasă”                            | [ 5 ]  |
| 1953 | Ion Talianu                  | 1898          | 1956           | Actor             | „pentru merite deosebite, pentru realizări valoroase în artă și pentru activitate merituoasă”                            | [ 5 ]  |
| 1953 | Grigore Vasiliu Birlic       | 1905          | 1970           | Actor             | „pentru merite deosebite, pentru realizări valoroase în artă și pentru activitate merituoasă”                            | [ 5 ]  |
| 1953 | Marioara Voiculescu          | 1889          | 1976           | Actriță           | „pentru merite deosebite, pentru realizări valoroase în artă și pentru activitate merituoasă”                            | [ 5 ]  |
| 1953 | Elena Antonescu              |               |                | Actriță           | „pentru merite deosebite, pentru realizări valoroase în artă și pentru activitate meritoasă”                             | [ 6 ]  |
| 1953 | Ion Niculescu-Brună          | 1893          |                | Actor             | „pentru merite deosebite în dezvoltarea acestei instituții” [Teatrului de Stat din Bacău]                                | [ 7 ]  |
| 1954 | George Aurelian              | 1897          | anii 1970      | Actor             | „pentru merite deosebite în activitatea artistică”                                                                       | [ 8 ]  |
| 1954 | Maria Cupcea                 | 1903          | 1980           | Actriță           | „pentru merite deosebite în activitatea artistică”                                                                       | [ 8 ]  |
| 1954 | Ferenc Delly                 | 1903          | 1960           | Regizor principal | „pentru merite deosebite în activitatea artistică”                                                                       | [ 8 ]  |
| 1954 | Dumitru Moruzan              |               |                | Actor             | „pentru merite deosebite în activitatea artistică”                                                                       | [ 8 ]  |
| 1954 | Gheorghe Damian              |               |                | Actor             | „pentru merite deosebite în activitatea artistică”                                                                       | [ 8 ]  |
| 1954 | Remus Comăneanu              | 1888          | 1963           | Actor             | „pentru merite deosebite în activitatea artistică”                                                                       | [ 8 ]  |
| 1954 | Dina Mihalcea                | 1915          |                | Actriță           | „pentru merite deosebite în activitatea artistică”                                                                       | [ 8 ]  |
| 1954 | Gheorghe Popovici            | 1897          | 1975           | Actor             | „pentru merite deosebite în activitatea artistică”                                                                       | [ 8 ]  |
| 1954 | Margareta Baciu              | 1899          | 1984           | Actriță           | „pentru merite deosebite în activitatea artistică”                                                                       | [ 8 ]  |
| 1954 | György Kovács                | 1910          | 1977           | Actor             | „pentru merite deosebite în activitatea artistică”                                                                       | [ 8 ]  |
| 1954 | Ernő Szabó                   | 1900          | 1966           | Actor             | „pentru merite deosebite în activitatea artistică”                                                                       | [ 8 ]  |
| 1954 | Mișu Fotino                  | 1886          | 1970           | Actor             | „pentru merite deosebite în activitatea artistică”                                                                       | [ 8 ]  |
| 1954 | Veve Cigalia                 |               |                | Actriță           | „pentru merite deosebite în activitatea artistică”                                                                       | [ 8 ]  |
| 1954 | Sevilla Pastor               | 1906          | 1981           | Actriță           | „pentru merite deosebite în activitatea artistică”                                                                       | [ 8 ]  |
| 1954 | Mauriciu Sekler              | 1901          | 1981           | Actor             | „pentru merite deosebite în activitatea artistică”                                                                       | [ 8 ]  |
| 1954 | Vasile Crețoiu               | 1899          | 1978           | Actor             | „pentru merite deosebite în activitatea artistică”                                                                       | [ 8 ]  |
| 1954 | Jules Cazaban                | 1903          | 1963           | Actor             | „pentru merite deosebite în activitatea artistică”                                                                       | [ 9 ]  |
| 1954 | Constantin Ramadan           | 1896          | 1958           | Actor             | „pentru merite deosebite în activitatea artistică”                                                                       | [ 10 ] |
| 1954 | Valeriu Valentineanu         | 1897          | 1977           | Actor             | „pentru merite deosebite în activitatea artistică”                                                                       | [ 10 ] |
| 1954 | Aurel Ghițescu               | 1895          | 1972           | Actor             | „pentru merite deosebite în activitatea artistică”                                                                       | [ 10 ] |
| 1954 | N. Stroe                     | 1906          | 1990           | Actor             | „cu prilejul împlinirii a 30 de ani de activitate artistică și pentru merite deosebite în acest domeniu”                 | [ 11 ] |
| 1955 | Ion Iancovescu               | 1889          | 1966           | Actor             | „pentru merite deosebite în activitatea artistică”                                                                       | [ 12 ] |
| 1955 | Alexandru Critico            | 1895          | 1963           | Actor             | „pentru merite deosebite în activitatea artistică”                                                                       | [ 12 ] |
| 1955 | Miluță Gheorghiu             | 1897          | 1971           | Actor             | „pentru merite deosebite în activitatea artistică”                                                                       | [ 12 ] |
| 1955 | Marioara Davidoglu           | 1896          | 1987           | Actriță           | „pentru merite deosebite în activitatea artistică”                                                                       | [ 12 ] |
| 1955 | Constantin Moruzan           |               |                | Regizor           | „pentru merite deosebite în activitatea artistică și pentru merite deosebite în domeniul radiofoniei”                    | [ 13 ] |
| 1955 | Teodor Păunescu              |               |                | Actor             | „cu prilejul sărbătoririi centenarului Teatrului Național din Craiova”                                                   | [ 14 ] |
| 1955 | Manu Nedeianu                | 1906          | 1983           | Actor             | „cu prilejul sărbătoririi centenarului Teatrului Național din Craiova”                                                   | [ 14 ] |
| 1955 | Ovidiu Rocoș                 | 1898          | 1982           | Actor             | „cu prilejul sărbătoririi centenarului Teatrului Național din Craiova”                                                   | [ 14 ] |
| 1955 | Margot Păcurariu-Boteanu     |               |                | Actriță           | „cu prilejul sărbătoririi centenarului Teatrului Național din Craiova”                                                   | [ 14 ] |
| 1956 | Agepsina Macri-Eftimiu       | 1885          | 1961           | Actriță           | „pentru merite deosebite în activitatea artistică”                                                                       | [ 15 ] |
| 1956 | Victor Antonescu             | 1878          | 1958           | Actor             | „pentru merite deosebite în activitatea artistică”                                                                       | [ 15 ] |
| 1956 | Aurel Athanasescu            |               |                | Actor             | „pentru merite deosebite în muncă”                                                                                       | [ 16 ] |
| 1956 | Sandina Stan                 |               |                | Actriță           | „pentru merite deosebite în muncă”                                                                                       | [ 16 ] |
| 1956 | Nineta Gusti                 | 1913          | 2002           | Actriță           | „pentru merite deosebite în muncă”                                                                                       | [ 16 ] |
| 1956 | Alexandru Pop-Marțian        | 1897          | 1969           | Actor             | „pentru merite deosebite în activitatea artistică”                                                                       | [ 17 ] |
| 1956 | Constantin Sincu             |               |                | Actor             | „pentru merite deosebite în activitatea artistică”                                                                       | [ 17 ] |
| 1956 | Niki Atanasiu                | 1907          | 1967           | Actor             | „pentru merite deosebite în activitatea artistică”                                                                       | [ 18 ] |
| 1956 | Emil Botta                   | 1911          | 1977           | Actor             | „pentru merite deosebite în activitatea artistică”                                                                       | [ 18 ] |
| 1956 | Nicolae Brancomir            | 1904          | 1991           | Actor             | „pentru merite deosebite în activitatea artistică”                                                                       | [ 18 ] |
| 1956 | Maria Botta                  | 1914          | 1966           | Actriță           | „pentru merite deosebite în activitatea artistică”                                                                       | [ 18 ] |
| 1956 | Tanți Cocea                  | 1909          | 1990           | Actriță           | „pentru merite deosebite în activitatea artistică”                                                                       | [ 18 ] |
| 1956 | Marietta Deculescu           | 1909          | 1997           | Actriță           | „pentru merite deosebite în activitatea artistică”                                                                       | [ 18 ] |
| 1956 | Nicu Dimitriu                |               |                | Actor             | „pentru merite deosebite în activitatea artistică”                                                                       | [ 18 ] |
| 1956 | Elvira Godeanu               | 1904          | 1991           | Actriță           | „pentru merite deosebite în activitatea artistică”                                                                       | [ 18 ] |
| 1956 | Alexandru Ionescu-Ghibericon | 1891          | 1960           | Actor             | „pentru merite deosebite în activitatea artistică”                                                                       | [ 18 ] |
| 1956 | Ion Manu                     | 1891          | 1968           | Actor             | „pentru merite deosebite în activitatea artistică”                                                                       | [ 18 ] |
| 1956 | Eugenia Popovici             | 1914          | 1986           | Actriță           | „pentru merite deosebite în activitatea artistică”                                                                       | [ 18 ] |
| 1956 | Fory Etterle                 | 1908          | 1983           | Actor             | „pentru merite deosebite în activitatea artistică”                                                                       | [ 18 ] |
| 1956 | Ștefan Ciubotărașu           | 1910          | 1970           | Actor             | „pentru merite deosebite în activitatea artistică”                                                                       | [ 18 ] |
| 1956 | Leny Caler                   | 1904          | 1992           | Actriță           | „pentru merite deosebite în activitatea artistică”                                                                       | [ 18 ] |
| 1956 | Nicolae Sireteanu            | 1905          | 1963           | Actor             | „pentru merite deosebite în activitatea artistică”                                                                       | [ 18 ] |
| 1956 | Eugenia Zaharia              | 1903          | 1992           | Actriță           | „pentru merite deosebite în activitatea artistică”                                                                       | [ 18 ] |
| 1956 | Nicolae Neamțu-Ottonel       | 1885          | 1982           | Actor             | „pentru merite deosebite în activitatea artistică”                                                                       | [ 18 ] |
| 1956 | Titus Lapteș                 | 1903          | 1974           | Actor             | „pentru merite deosebite în activitatea artistică”                                                                       | [ 18 ] |
| 1956 | Isac Haviș                   | 1910          | 1991           | Actor             | „pentru merite deosebite în activitatea artistică”                                                                       | [ 18 ] |
| 1956 | Dina König                   | 1907          | 1964           | Actriță           | „pentru merite deosebite în activitatea artistică”                                                                       | [ 18 ] |
| 1956 | Sara Ettinger                |               |                | Actriță           | „pentru merite deosebite în activitatea artistică”                                                                       | [ 19 ] |
| 1956 | Solomon Friedman             |               |                | Actor             | „pentru merite deosebite în activitatea artistică”                                                                       | [ 19 ] |
| 1957 | Constantin Morțun            |               |                | Actor             | „pentru merite deosebite în activitatea artistică”                                                                       | [ 20 ] |
| 1957 | Mania Antonova               | 1905          | 1975           | Actriță           | „pentru merite deosebite în activitatea artistică”                                                                       | [ 20 ] |
| 1957 | Margit Kőszegi               | 1902          | 1988           | Actriță           | „pentru merite deosebite în activitatea artistică”                                                                       | [ 21 ] |
| 1957 | Márton Andrási               | 1912          | 1975           | Actor             | „pentru merite deosebite în activitatea artistică”                                                                       | [ 21 ] |
| 1957 | Rudolf Váradi                | 1892          | 1957           | Actor             | „pentru merite deosebite în activitatea artistică”                                                                       | [ 21 ] |
| 1957 | Elena Bodi                   |               |                | Actriță           | „pentru merite deosebite în activitatea artistică, pedagogică, precum și în munca din alte domenii ale culturii”         | [ 22 ] |
| 1957 | Clody Bertola                | 1913          | 2007           | Actriță           | „pentru merite deosebite în activitatea artistică, pedagogică, precum și în munca din alte domenii ale culturii”         | [ 22 ] |
| 1957 | József Csóka                 | 1890          | 1966           | Actor             | „pentru merite deosebite în activitatea artistică, pedagogică, precum și în munca din alte domenii ale culturii”         | [ 22 ] |
| 1957 | Silvia Dumitrescu-Timică     | 1902          | 1999           | Actriță           | „pentru merite deosebite în activitatea artistică, pedagogică, precum și în munca din alte domenii ale culturii”         | [ 22 ] |
| 1957 | Viorica Dumitriu             |               |                | Actriță           | „pentru merite deosebite în activitatea artistică, pedagogică, precum și în munca din alte domenii ale culturii”         | [ 22 ] |
| 1957 | László Gróf                  | 1891          | 1971           | Actor și regizor  | „pentru merite deosebite în activitatea artistică, pedagogică, precum și în munca din alte domenii ale culturii”         | [ 22 ] |
| 1957 | Aladár Ihász                 | 1886          | 1960           | Actor             | „pentru merite deosebite în activitatea artistică, pedagogică, precum și în munca din alte domenii ale culturii”         | [ 22 ] |
| 1957 | Gheorghe Leahu               |               |                | Actor             | „pentru merite deosebite în activitatea artistică, pedagogică, precum și în munca din alte domenii ale culturii”         | [ 22 ] |
| 1957 | Ion Manta                    |               |                | Actor             | „pentru merite deosebite în activitatea artistică, pedagogică, precum și în munca din alte domenii ale culturii”         | [ 22 ] |
| 1957 | Victoria Mierlescu           | 1905          | 1992           | Actriță           | „pentru merite deosebite în activitatea artistică, pedagogică, precum și în munca din alte domenii ale culturii”         | [ 22 ] |
| 1957 | Alexandru Rădulescu          |               |                | Actor             | „pentru merite deosebite în activitatea artistică, pedagogică, precum și în munca din alte domenii ale culturii”         | [ 22 ] |
| 1957 | Endre Senkálszky             | 1914          | 2014           | Actor             | „pentru merite deosebite în activitatea artistică, pedagogică, precum și în munca din alte domenii ale culturii”         | [ 22 ] |
| 1957 | Ion Lascăr                   | 1904          | 1998           | Actor             | „pentru merite deosebite în activitatea artistică”                                                                       | [ 23 ] |
| 1957 | Ștefan Dăncinescu            | 1912          | 1983           | Actor             | „pentru merite deosebite în activitatea artistică”                                                                       | [ 23 ] |
| 1957 | Anny Braesky                 | 1902          | 1984           | Actriță           | „pentru merite deosebite în activitatea artistică”                                                                       | [ 23 ] |
| 1957 | Ana Luca                     |               |                | Actriță           | „pentru merite deosebite în activitatea artistică”                                                                       | [ 23 ] |
| 1957 | Angela Luncescu              | 1902          | 1984           | Actriță           | „pentru merite deosebite în activitatea artistică”                                                                       | [ 24 ] |
| 1957 | Ovidiu Brădescu              |               |                | Actor             | „pentru merite deosebite în activitatea artistică”                                                                       | [ 24 ] |
| 1957 | Ion Olteanu                  | 1905          | 1984           | Regizor           | „pentru merite deosebite în activitatea artistică”                                                                       | [ 25 ] |
| 1957 | Wili Ronea                   | 1901          | 1965           | Actor             | „pentru merite deosebite în activitatea artistică”                                                                       | [ 25 ] |
| 1957 | Marieta Rareș                | 1897          | 1994           | Actriță           | „pentru merite deosebite în activitatea artistică”                                                                       | [ 25 ] |
| 1957 | George Mărutză               | 1909          | 1968           | Actor             | „pentru merite deosebite în activitatea artistică”                                                                       | [ 25 ] |
| 1957 | Ilona Beness                 | 1889          | 1971           | Actriță           | „pentru merite deosebite în activitatea artistică”                                                                       | [ 26 ] |
| 1957 | Mihály Fekete                | 1884          | 1960           | Actor             | „pentru merite deosebite în activitatea artistică”                                                                       | [ 26 ] |
| 1957 | Silvia Chicoș                | 1923          | 1969           | Actriță           | „pentru merite deosebite în muncă”                                                                                       | [ 27 ] |
| 1957 | George Demetru               | 1905          | 1984           | Actor             | „pentru merite deosebite în activitatea cultural-artistică”                                                              | [ 28 ] |
| 1957 | Liviu Ciulei                 | 1923          | 2011           | Actor și regizor  | „pentru merite deosebite în activitatea cultural-artistică”                                                              | [ 28 ] |
| 1957 | Vasile Brezeanu              | 1894          | 1968           | Actor             | „pentru merite deosebite în activitatea cultural-artistică”                                                              | [ 28 ] |
| 1957 | Costel Rădulescu             | 1912          | 1984           | Actor             | „pentru merite deosebite în activitatea cultural-artistică”                                                              | [ 28 ] |
| 1957 | Jenő Dézsi                   | 1889          | 1967           | Actor             | „pentru merite deosebite în activitatea cultural-artistică”                                                              | [ 28 ] |
| 1957 | Laurențiu Mărgineanu         |               |                | Actor             | „pentru merite deosebite în activitatea cultural-artistică”                                                              | [ 28 ] |
| 1957 | Eugenia Moruzan              | 1899          | 1987           | Actriță           | „pentru merite deosebite în activitatea cultural-artistică”                                                              | [ 28 ] |
| 1957 | Ion Popescu-Gopo             | 1923          | 1989           | Regizor           | „pentru merite deosebite în activitatea cultural-artistică”                                                              | [ 28 ] |
| 1962 | Geo Barton                   | 1912          | 1982           | Actor             | „pentru realizări valoroase în domeniul artistic”                                                                        | [ 29 ] |
| 1962 | Dina Cocea                   | 1912          | 2008           | Actriță           | „pentru realizări valoroase în domeniul artistic”                                                                        | [ 29 ] |
| 1962 | Cella Dima                   | 1916          | 2000           | Actriță           | „pentru realizări valoroase în domeniul artistic”                                                                        | [ 29 ] |
| 1962 | Anna Dukász                  | 1925          | 2000           | Actriță           | „pentru realizări valoroase în domeniul artistic”                                                                        | [ 29 ] |
| 1962 | Nicolae Gărdescu             | 1903          | 1982           | Actor             | „pentru realizări valoroase în domeniul artistic”                                                                        | [ 29 ] |
| 1962 | Natașa Alexandra             |               | 1981           | Actriță           | „pentru realizări valoroase în domeniul artistic”                                                                        | [ 29 ] |
| 1962 | Hristu Nicolaide             | 1908          | 1991?          | Actor             | „pentru realizări valoroase în domeniul artistic”                                                                        | [ 29 ] |
| 1962 | Margareta Niculescu          | 1926          | 2018           | Regizor           | „pentru realizări valoroase în domeniul artistic”                                                                        | [ 29 ] |
| 1962 | Colea Răutu                  | 1912          | 2008           | Actor             | „pentru realizări valoroase în domeniul artistic”                                                                        | [ 29 ] |
| 1962 | Marcela Rusu                 | 1926          | 2002           | Actriță           | „pentru realizări valoroase în domeniul artistic”                                                                        | [ 29 ] |
| 1962 | Septimiu Sever               | 1926          | 2017           | Actor             | „pentru realizări valoroase în domeniul artistic”                                                                        | [ 29 ] |
| 1962 | Nelli Sterian                | 1930          | 1973           | Actriță           | „pentru realizări valoroase în domeniul artistic”                                                                        | [ 29 ] |
| 1964 | Ana Colda                    | 1920          | 1972           | Actriță           | „pentru merite deosebite în activitatea desfășurată in domeniul teatrului, muzicii și artelor plastice”                  | [ 30 ] |
| 1964 | Ștefan Iordănescu-Bruno      |               |                | Actor             | „pentru merite deosebite în activitatea desfășurată in domeniul teatrului, muzicii și artelor plastice”                  | [ 30 ] |
| 1964 | Ion Mărculescu               |               |                | Actor             | „pentru merite deosebite în activitatea desfășurată in domeniul teatrului, muzicii și artelor plastice”                  | [ 30 ] |
| 1964 | Ștefan Mihăilescu-Brăila     | 1925          | 1996           | Actor             | „pentru merite deosebite în activitatea desfășurată in domeniul teatrului, muzicii și artelor plastice”                  | [ 30 ] |
| 1964 | Nae Roman                    | 1909          | 1985           | Actor             | „pentru merite deosebite în activitatea desfășurată in domeniul teatrului, muzicii și artelor plastice”                  | [ 30 ] |
| 1964 | Florin Scărlătescu           | 1906          | 1993           | Actor             | „pentru merite deosebite în activitatea desfășurată in domeniul teatrului, muzicii și artelor plastice”                  | [ 30 ] |
| 1964 | Carmen Stănescu              | 1925          | 2018           | Actriță           | „pentru merite deosebite în activitatea desfășurată in domeniul teatrului, muzicii și artelor plastice”                  | [ 30 ] |
| 1964 | Zizi Șerban                  | 1922          | 1984           | Actriță           | „pentru merite deosebite în activitatea desfășurată in domeniul teatrului, muzicii și artelor plastice”                  | [ 30 ] |
| 1964 | Dorina Tănăsescu             | 1920          | 2003           | Actriță           | „pentru merite deosebite în activitatea desfășurată in domeniul teatrului, muzicii și artelor plastice”                  | [ 30 ] |
| 1964 | Ion Tâlvan                   | 1904          | 1998           | Actor             | „pentru merite deosebite în activitatea desfășurată in domeniul teatrului, muzicii și artelor plastice”                  | [ 30 ] |
| 1964 | Maria Voluntaru              | 1903          | 2000           | Actriță           | „pentru merite deosebite în activitatea desfășurată in domeniul teatrului, muzicii și artelor plastice”                  | [ 30 ] |
| 1964 | Marga Anghelescu             | 1920          | 1997           | Actriță           | „pentru merite deosebite în activitatea desfășurată în domeniul teatrului, muzicii, artelor plastice și cinematografiei” | [ 31 ] |
| 1964 | Ilie Cernea                  | 1899          | 1966           | Actor             | „pentru merite deosebite în activitatea desfășurată în domeniul teatrului, muzicii, artelor plastice și cinematografiei” | [ 31 ] |
| 1964 | Mircea Crișan                | 1924          | 2013           | Actor             | „pentru merite deosebite în activitatea desfășurată în domeniul teatrului, muzicii, artelor plastice și cinematografiei” | [ 31 ] |
| 1964 | Traian Ganea                 | 1919          |                | Artist de circ    | „pentru merite deosebite în activitatea desfășurată în domeniul teatrului, muzicii, artelor plastice și cinematografiei” | [ 31 ] |
| 1964 | George Groner                |               |                | Actor             | „pentru merite deosebite în activitatea desfășurată în domeniul teatrului, muzicii, artelor plastice și cinematografiei” | [ 31 ] |
| 1964 | Nunuța Hodoș                 | 1899          | 1983           | Actriță           | „pentru merite deosebite în activitatea desfășurată în domeniul teatrului, muzicii, artelor plastice și cinematografiei” | [ 31 ] |
| 1964 | Victor Iliu                  | 1912          | 1968           | Regizor           | „pentru merite deosebite în activitatea desfășurată în domeniul teatrului, muzicii, artelor plastice și cinematografiei” | [ 31 ] |
| 1964 | Ilona László-Dorián          | 1927          | 2001           | Actriță           | „pentru merite deosebite în activitatea desfășurată în domeniul teatrului, muzicii, artelor plastice și cinematografiei” | [ 31 ] |
| 1964 | Loránd Lohinszky             | 1924          | 2013           | Actor             | „pentru merite deosebite în activitatea desfășurată în domeniul teatrului, muzicii, artelor plastice și cinematografiei” | [ 31 ] |
| 1964 | Ion Lucian                   | 1924          | 2012           | Actor             | „pentru merite deosebite în activitatea desfășurată în domeniul teatrului, muzicii, artelor plastice și cinematografiei” | [ 31 ] |
| 1964 | Dan Nasta                    | 1919          | 2015           | Actor             | „pentru merite deosebite în activitatea desfășurată în domeniul teatrului, muzicii, artelor plastice și cinematografiei” | [ 31 ] |
| 1964 | Horea Popescu                | 1926          | 2010           | Regizor           | „pentru merite deosebite în activitatea desfășurată în domeniul teatrului, muzicii, artelor plastice și cinematografiei” | [ 31 ] |
| 1964 | Ileana Predescu              | 1927          | 1996           | Actriță           | „pentru merite deosebite în activitatea desfășurată în domeniul teatrului, muzicii, artelor plastice și cinematografiei” | [ 31 ] |
| 1964 | Ottmar Strasser              | 1905          | 2004           | Actor             | „pentru merite deosebite în activitatea desfășurată în domeniul teatrului, muzicii, artelor plastice și cinematografiei” | [ 31 ] |
| 1964 | Paul Stratilat               |               |                | Regizor           | „pentru merite deosebite în activitatea desfășurată în domeniul teatrului, muzicii, artelor plastice și cinematografiei” | [ 31 ] |
| 1964 | Magda Tâlvan                 |               |                | Actriță           | „pentru merite deosebite în activitatea desfășurată în domeniul teatrului, muzicii, artelor plastice și cinematografiei” | [ 31 ] |
| 1964 | Nicolae Tomazoglu            | 1909          | 1964           | Actor             | „pentru merite deosebite în activitatea desfășurată în domeniul teatrului, muzicii, artelor plastice și cinematografiei” | [ 31 ] |
| 1964 | Liliana Tomescu              | 1929          | 2021           | Actriță           | „pentru merite deosebite în activitatea desfășurată în domeniul teatrului, muzicii, artelor plastice și cinematografiei” | [ 31 ] |
| 1964 | Dorel Urlățeanu              | 1912          | 1989           | Actor             | „pentru merite deosebite în activitatea desfășurată în domeniul teatrului, muzicii, artelor plastice și cinematografiei” | [ 31 ] |
| 1965 | Mircea T. Constantinescu     | 1904          | 1972           | Actor             | „pentru activitate îndelungată și merite deosebite în domeniul artei teatrale”                                           | [ 32 ] |
| 1965 | Lulu Savu                    | 1910          |                | Actriță           | „pentru activitate îndelungată și merite deosebite în domeniul artei teatrale”                                           | [ 32 ] |

### Artiști muzicali
| An   | Nume                      | Anul nașterii | Anul decesului | Ocupație                        | Motiv | Note   |
| ---- | ------------------------- | ------------- | -------------- | ------------------------------- | --- | ------ |
| 1951 | George Niculescu-Basu     | 1882          | 1964           | Solist                          | – | [ 2 ]  |
| 1951 | Petre Ștefănescu-Goangă   | 1902          | 1973           | Solist                          | – | [ 2 ]  |
| 1951 | Ana Roja                  | 1899          | 1987           | Solistă                         | – | [ 2 ]  |
| 1951 | Ana Tălmăceanu            |               |                | Solistă                         | – | [ 2 ]  |
| 1951 | Ion Voicu                 | 1923          | 1997           | Solist instrumentist, vioară    | – | [ 2 ]  |
| 1951 | Gaby Grubea               | 1910          | 1991           | Solist instrumentist, vioară    | – | [ 2 ]  |
| 1951 | Valentin Gheorghiu        | 1928          | 2023           | Pianist                         | – | [ 2 ]  |
| 1951 | Radu Aldulescu            | 1922          | 2006           | Solist instrumentist, violoncel | – | [ 2 ]  |
| 1951 | Sabin Drăgoi              | 1894          | 1968           | Compozitor folclorist           | – | [ 2 ]  |
| 1951 | Fănică Luca               | 1894          | 1968           | Solist instrumentist, nai       | – | [ 2 ]  |
| 1951 | Sanda Orleanu Jar         |               |                | Balerină                        | – | [ 2 ]  |
| 1952 | Ion Dacian                | 1911          | 1981           | Solist                          | – | [ 33 ] |
| 1952 | Virginica Romanovski      |               | 1981           | Solistă                         | – | [ 33 ] |
| 1952 | Mircea Buciu              | 1907          | 1970           | Solist                          | – | [ 34 ] |
| 1952 | Arta Florescu             | 1921          | 1998           | Solistă                         | – | [ 34 ] |
| 1952 | Dora Massini              | 1907          | 1996           | Solistă                         | – | [ 34 ] |
| 1952 | Ioana Nicola              | 1920          | 2009           | Solistă                         | – | [ 34 ] |
| 1952 | Zenaida Pally             | 1919          | 1997           | Solistă                         | – | [ 34 ] |
| 1952 | Nicolae Secăreanu         | 1901          | 1992           | Solist                          | – | [ 34 ] |
| 1952 | Mihail Știrbei            |               |                | Solist                          | – | [ 34 ] |
| 1952 | Cornelia Gavrilescu       | 1921          | 2003           | Solistă                         | – | [ 34 ] |
| 1953 | Nicolae Rafael            |               |                | Solist                          | cu prilejul împlinirii a 5 ani de activitate publică a Ansamblului Artistic al Consiliului Central al Sindicatelor din Republica Populară Română” | [ 35 ] |
| 1953 | Traian Lăscuț             | 1909          | 1981           | Solist instrumentist, clarinet  | cu prilejul împlinirii a 5 ani de activitate publică a Ansamblului Artistic al Consiliului Central al Sindicatelor din Republica Populară Română” | [ 35 ] |
| 1953 | Ștefan Gheorghiu          | 1926          | 2010           | Solist instrumentist, vioară    | „pentru realizări valoroase și activitate rodnică în ramurile artistice” | [ 36 ] |
| 1953 | Mândru Katz               | 1925          | 1979           | Pianist                         | „pentru realizări valoroase și activitate rodnică în ramurile artistice” | [ 36 ] |
| 1953 | Dumitru D. Botez          | 1904          | 1988           | Dirijor                         | „pentru realizări valoroase și activitate rodnică în ramurile artistice” | [ 36 ] |
| 1953 | Antonin Ciolan            | 1883          | 1970           | Dirijor                         | „pentru realizări valoroase și activitate rodnică în ramurile artistice” | [ 36 ] |
| 1953 | Oleg Danovski             | 1917          | 1996           | Coregraf                        | „pentru realizări valoroase și activitate rodnică în ramurile artistice” | [ 36 ] |
| 1953 | Maria Snejina             | 1898          | 1973           | Solistă                         | „pentru realizări valoroase și activitate rodnică în ramurile artistice” | [ 36 ] |
| 1953 | Antal Rónai               | 1906          | 1996           | Dirijor                         | – | [ 37 ] |
| 1954 | Eugen Lazăr               |               |                | Dirijor                         | „pentru merite deosebite în activitatea artistică” | [ 38 ] |
| 1954 | Constantin Ujeicu         | 1890          | 1963           | Solist                          | „pentru merite deosebite în activitatea artistică” | [ 38 ] |
| 1954 | Panait Victor Cottescu    | 1900          | 1965           | Regizor                         | „pentru merite deosebite în activitatea artistică” | [ 38 ] |
| 1954 | Stela Simonetti           | 1913          | 1974           | Solistă                         | „pentru merite deosebite în activitatea artistică” | [ 38 ] |
| 1954 | Lya Hubic                 | 1911          | 2006           | Solistă                         | „pentru merite deosebite în activitatea artistică” | [ 38 ] |
| 1954 | Constantin Rădulescu      |               |                | Dirijor                         | „pentru merite deosebite în activitatea artistică” | [ 39 ] |
| 1954 | Petre Bodeuț              | 1919          | 1995           | Maestru de dans                 | „pentru merite deosebite în activitatea artistică” | [ 39 ] |
| 1954 | Dinu Niculescu            | 1909          | 1963           | Dirijor                         | „pentru merite deosebite în activitatea artistică” | [ 40 ] |
| 1954 | Șerban Tassian            | 1909          | 1983           | Solist                          | „pentru merite deosebite în activitatea artistică” | [ 41 ] |
| 1954 | Vasile Jianu              |               |                | Solist                          | „pentru merite deosebite în activitatea artistică” | [ 41 ] |
| 1954 | Dagobert Buchholz         | 1906          | 1991           | Pianist                         | „pentru merite deosebite în activitatea artistică” | [ 41 ] |
| 1954 | Dinu Bădescu              | 1904          | 1980           | Solist                          | „pentru merite deosebite în activitatea artistică” | [ 41 ] |
| 1954 | Mihail Arnăutu            |               |                | Solist                          | „pentru merite deosebite în activitatea artistică” | [ 41 ] |
| 1954 | Aurelia Cionca            | 1888          | 1962           | Pianistă                        | „pentru merite deosebite în activitatea artistică” | [ 41 ] |
| 1954 | Constanța Erbiceanu       | 1874          | 1961           | Profesoară                      | „pentru merite deosebite în activitatea artistică” | [ 41 ] |
| 1954 | Valentina Crețoiu         | 1909          | 2003           | Solistă                         | „pentru merite deosebite în activitatea artistică” | [ 41 ] |
| 1954 | Gheorghe Halmoș           | 1915          | 1985           | Pianist                         | „pentru merite deosebite în activitatea artistică” | [ 41 ] |
| 1954 | Margareta Szallay         |               |                | Solistă                         | „pentru merite deosebite în activitatea artistică” | [ 10 ] |
| 1954 | Augustin Almăjan          |               |                | Solist                          | „pentru merite deosebite în activitatea artistică” | [ 10 ] |
| 1954 | Stelian Dinu              | 1912          | 1997           | Dirijor                         | „pentru merite deosebite în activitatea artistică” | [ 10 ] |
| 1954 | Victor Predescu           | 1912          | 1984           | Instrumentist dirijor           | „pentru merite deosebite în activitatea artistică” | [ 10 ] |
| 1954 | Nicu Stănescu             | 1903          | 1971           | Instrumentist dirijor           | „pentru merite deosebite în activitatea artistică” | [ 10 ] |
| 1955 | Constantin Bobescu        | 1899          | 1992           | Dirijor                         | „pentru merite deosebite în activitatea artistică și pentru merite deosebite în domeniul radiofoniei” | [ 13 ] |
| 1955 | Ion Luca-Bănățeanu        | 1894          | 1963           | Dirijor                         | „pentru merite deosebite în activitatea artistică și pentru merite deosebite în domeniul radiofoniei” | [ 13 ] |
| 1955 | Dimitrie G. Dinicu        | 1894          | 1964           | Solist instrumentist, violoncel | „pentru merite deosebite în activitatea didactică și artistică” | [ 42 ] |
| 1955 | Joseph Prunner            | 1886          | 1969           | Solist instrumentist, contrabas | „pentru merite deosebite în activitatea didactică și artistică” | [ 42 ] |
| 1955 | Florica Muzicescu         | 1887          | 1969           | Pianistă                        | „pentru merite deosebite în activitatea didactică și artistică” | [ 42 ] |
| 1955 | Constantin Stroescu       | 1897          | 1980           | Solist                          | „pentru merite deosebite în activitatea didactică și artistică” | [ 42 ] |
| 1955 | Silvia Șerbescu           | 1903          | 1965           | Pianistă                        | „pentru merite deosebite în activitatea didactică și artistică” | [ 42 ] |
| 1955 | Alexandru Teodorescu      |               |                | Solist instrumentist, vioară    | „pentru merite deosebite în activitatea didactică și artistică” | [ 42 ] |
| 1956 | Edgar Istratty            | 1887          | 1967           | Solist                          | „pentru merite deosebite în activitatea artistică” | [ 15 ] |
| 1956 | Aca de Barbu              | 1893          | 1958           | Solistă                         | „pentru merite deosebite în activitatea artistică” | [ 15 ] |
| 1956 | Puica Alexandrescu        |               |                | Artistă de operetă              | „pentru merite deosebite în muncă” | [ 43 ] |
| 1956 | Maria Wauvrina            | 1898          | 1988           | Artistă de operetă              | „pentru merite deosebite în muncă” | [ 43 ] |
| 1956 | Elena Zamora              | 1897          | 1974           | Artistă de operetă              | „pentru merite deosebite în muncă” | [ 43 ] |
| 1956 | Ion Hartulari-Darclée     | 1886          | 1969           | Dirijor                         | „pentru merite deosebite în activitatea artistică și pentru merite deosebite în domeniul dezvoltării radioului în țara noastră” | [ 44 ] |
| 1956 | Maria Fotino              | 1913          | 1996           | Pianistă                        | „pentru merite deosebite în activitatea artistică și pentru merite deosebite în domeniul dezvoltării radioului în țara noastră” | [ 44 ] |
| 1956 | Haim Schwartzman          | 1897          | 1982           | Dirijor                         | „pentru merite deosebite în activitatea artistică” | [ 19 ] |
| 1956 | Constantin Marin          | 1925          | 2011           | Dirijor                         | „pentru merite deosebite în muncă” | [ 45 ] |
| 1957 | Garbis Zobian             | 1915          | 2002           | Solist                          | „pentru merite deosebite în activitatea artistică, pedagogică, precum și în munca din alte domenii ale culturii” | [ 22 ] |
| 1957 | Ion Tudoran               | 1913          |                | Solist                          | „pentru merite deosebite în activitatea artistică, pedagogică, precum și în munca din alte domenii ale culturii” | [ 22 ] |
| 1957 | Ionel Budișteanu          | 1900          | 1979           | Dirijor                         | „pentru merite deosebite în activitatea artistică, pedagogică, precum și în munca din alte domenii ale culturii” | [ 22 ] |
| 1957 | Fenia Nicolau             |               |                | Solistă                         | „pentru merite deosebite în activitatea artistică, pedagogică, precum și în munca din alte domenii ale culturii” | [ 22 ] |
| 1957 | Mircea Popa               | 1915          | 1975           | Dirijor                         | „pentru merite deosebite în activitatea artistică, pedagogică, precum și în munca din alte domenii ale culturii” | [ 22 ] |
| 1957 | Nicușor Constantinescu    |               | 1980           | Regizor                         | „pentru merite deosebite în activitatea artistică, pedagogică, precum și în munca din alte domenii ale culturii” | [ 22 ] |
| 1957 | Jean Rânzescu             | 1909          | 1996           | Regizor                         | „pentru merite deosebite în activitatea artistică, pedagogică, precum și în munca din alte domenii ale culturii” | [ 22 ] |
| 1957 | Traian Nicolau            |               |                | Solist                          | „pentru merite deosebite în activitatea artistică, pedagogică, precum și în munca din alte domenii ale culturii” | [ 22 ] |
| 1957 | Filomela Pitei Georgescu  |               |                | Solistă                         | „pentru merite deosebite în activitatea artistică, pedagogică, precum și în munca din alte domenii ale culturii” | [ 22 ] |
| 1957 | Hermann Klee              | 1883          | 1970           | Maestru de cor                  | „pentru merite deosebite în activitatea artistică, pedagogică, precum și în munca din alte domenii ale culturii” | [ 22 ] |
| 1957 | Gheorghe Baciu            | 1923          | 2004           | Maestru de balet                | „pentru îndelungată activitate în domeniul artei coregrafice și pentru contribuția adusă la organizarea și dezvoltarea artistică a corpului de balet al Ansamblului de cîntece și dansuri al Forțelor Armate ale Republicii Populare Romîne” | [ 46 ] |
| 1957 | Simion Siomin             |               |                | Maestru de balet                | „pentru îndelungată activitate în domeniul artei coregrafice și pentru contribuția adusă la organizarea și dezvoltarea artistică a corpului de balet al Ansamblului de cîntece și dansuri al Forțelor Armate ale Republicii Populare Romîne” | [ 46 ] |
| 1957 | Alexandru Grozuță         | 1907          | 1999           | Solist                          | „pentru merite deosebite în activitatea artistică” | [ 47 ] |
| 1957 | Ioana Radu                | 1917          | 1990           | Solistă                         | „pentru merite deosebite în activitatea artistică” | [ 47 ] |
| 1957 | Maria Tănase              | 1913          | 1963           | Solistă                         | „pentru merite deosebite în activitatea artistică” | [ 47 ] |
| 1957 | Gheorghe Popescu-Județ    | 1911          | 1972           | Maestru de balet                | „pentru îndelungata activitate în domeniul artei coregrafice și pentru contribuția adusă în dezvoltarea artistică a corpului de balet al Ansamblului de cîntece și dansuri «Ciocîrlia» al Ministerului Afacerilor Interne” | [ 48 ] |
| 1957 | Gheorghe Danga            | 1905          | 1959           | Dirijor                         | „pentru merite deosebite în muncă” | [ 27 ] |
| 1957 | Emanoil Elenescu          | 1911          | 2003           | Dirijor                         | „pentru merite deosebite în muncă” | [ 27 ] |
| 1957 | Ion Vanica                | 1912          | 1981           | Dirijor                         | „pentru merite deosebite în muncă” | [ 27 ] |
| 1957 | Theodor Lupu              | 1899          | 1962           | Solist instrumentist, violoncel | „pentru merite deosebite în muncă” | [ 27 ] |
| 1957 | Gabriel Popescu           | 1932          | 2004           | Balerin                         | „pentru merite deosebite în activitatea cultural-artistică” | [ 28 ] |
| 1957 | Irinel Liciu              | 1928          | 2002           | Balerină                        | „pentru merite deosebite în activitatea cultural-artistică” | [ 28 ] |
| 1957 | Iolanda Mărculescu        | 1923          | 1992           | Solistă                         | „pentru merite deosebite în activitatea cultural-artistică” | [ 28 ] |
| 1957 | Maria Voloșescu           |               |                | Solistă                         | „pentru merite deosebite în activitatea cultural-artistică” | [ 28 ] |
| 1957 | Ecaterina Vâlcovici       |               |                | Solistă                         | „pentru merite deosebite în activitatea cultural-artistică” | [ 28 ] |
| 1957 | Gheorghe Simionescu       |               |                | Solist                          | „pentru merite deosebite în activitatea cultural-artistică” | [ 28 ] |
| 1957 | Ferenc Ottrok             | 1911          | 1972           | Solist                          | „pentru merite deosebite în activitatea cultural-artistică” | [ 28 ] |
| 1957 | Sándor Szinberger         | 1921          | 2008           | Solist                          | „pentru merite deosebite în activitatea cultural-artistică” | [ 28 ] |
| 1957 | Vladimir Orlov            | 1928          | 2019           | Solist                          | „pentru merite deosebite în activitatea cultural-artistică” | [ 28 ] |
| 1959 | Alexandru Rădulescu       |               |                | Solist instrumentist, violă     | „pentru activitate îndelungată și merite deosebite în domeniul muzicii” | [ 49 ] |
| 1960 | Dumitru Stan              | 1906          | 1968           | Dirijor                         | „pentru merite deosebite în domeniul culturii de masă” | [ 50 ] |
| 1962 | Nicolae Alexandru         |               |                | Solist concertist corn          | „pentru realizări valoroase în domeniul artistic” | [ 29 ] |
| 1962 | Mircea Basarab            | 1921          | 1995           | Dirijor                         | „pentru realizări valoroase în domeniul artistic” | [ 29 ] |
| 1962 | Ion Bădănoiu              |               |                | Solist concertist flaut         | „pentru realizări valoroase în domeniul artistic” | [ 29 ] |
| 1962 | Mihai Brediceanu          | 1920          | 2005           | Dirijor                         | „pentru realizări valoroase în domeniul artistic” | [ 29 ] |
| 1962 | Elena Cernei              | 1924          | 2000           | Solistă lirică                  | „pentru realizări valoroase în domeniul artistic” | [ 29 ] |
| 1962 | Anatol Chisadji           | 1910          | 2000           | Dirijor                         | „pentru realizări valoroase în domeniul artistic” | [ 29 ] |
| 1962 | Dorina Drăghici           | 1922          | 1994           | Solistă                         | „pentru realizări valoroase în domeniul artistic” | [ 29 ] |
| 1962 | Octav Enigărescu          | 1924          | 1993           | Solist liric                    | „pentru realizări valoroase în domeniul artistic” | [ 29 ] |
| 1962 | Magda Ianculescu          | 1929          | 1995           | Solistă lirică                  | „pentru realizări valoroase în domeniul artistic” | [ 29 ] |
| 1962 | Nicolae Kirculescu        | 1903          | 1985           | Compozitor                      | „pentru realizări valoroase în domeniul artistic” | [ 29 ] |
| 1962 | Teodora Lucaciu           | 1926          | 1986           | Solistă lirică                  | „pentru realizări valoroase în domeniul artistic” | [ 29 ] |
| 1962 | Henri Mălineanu           | 1920          | 2000           | Compozitor                      | „pentru realizări valoroase în domeniul artistic” | [ 29 ] |
| 1962 | Angela Moldovan           | 1927          | 2013           | Solistă                         | „pentru realizări valoroase în domeniul artistic” | [ 29 ] |
| 1962 | David Ohanesian           | 1927          | 2007           | Solist liric                    | „pentru realizări valoroase în domeniul artistic” | [ 29 ] |
| 1962 | Traian Popescu            |               |                | Solist liric                    | „pentru realizări valoroase în domeniul artistic” | [ 29 ] |
| 1962 | Silly Popescu             |               |                | Solistă lirică                  | „pentru realizări valoroase în domeniul artistic” | [ 29 ] |
| 1962 | Elly Roman                | 1905          | 1996           | Compozitor                      | „pentru realizări valoroase în domeniul artistic” | [ 29 ] |
| 1962 | Lucia Stănescu            | 1926          | 2020           | Solistă lirică                  | „pentru realizări valoroase în domeniul artistic” | [ 29 ] |
| 1962 | Valentin Teodorian        | 1928          | 1995           | Solist liric                    | „pentru realizări valoroase în domeniul artistic” | [ 29 ] |
| 1962 | Éva Trenka                | 1922          | 2010           | Solistă lirică                  | „pentru realizări valoroase în domeniul artistic” | [ 29 ] |
| 1962 | Constantin Ursulescu      | 1906          | 1988           | Solist liric                    | „pentru realizări valoroase în domeniul artistic” | [ 29 ] |
| 1962 | Nicolae Băluță            |               |                | Solist instrumentist, clarinet  | „pentru activitate îndelungată artistică și organizatorică, pentru succesele remarcabile obținute în țară și peste hotare în popularizarea muzicii și dansului folcloric romînesc, precum și pentru contribuția adusă la realizarea înaltei calități artistice a spectacolului prezentat de Ansamblul folcloric «Rapsodia Romînă» în turneul întreprins în Statele Unite ale Americii în anul 1962” | [ 51 ] |
| 1962 | Damian Luca               | 1936          |                | Solist instrumentist, nai       | „pentru activitate îndelungată artistică și organizatorică, pentru succesele remarcabile obținute în țară și peste hotare în popularizarea muzicii și dansului folcloric romînesc, precum și pentru contribuția adusă la realizarea înaltei calități artistice a spectacolului prezentat de Ansamblul folcloric «Rapsodia Romînă» în turneul întreprins în Statele Unite ale Americii în anul 1962” | [ 51 ] |
| 1962 | Ioan Ilie                 |               |                | Solist dansator                 | „pentru activitate îndelungată artistică și organizatorică, pentru succesele remarcabile obținute în țară și peste hotare în popularizarea muzicii și dansului folcloric romînesc, precum și pentru contribuția adusă la realizarea înaltei calități artistice a spectacolului prezentat de Ansamblul folcloric «Rapsodia Romînă» în turneul întreprins în Statele Unite ale Americii în anul 1962” | [ 51 ] |
| 1964 | Nicolae Boboc             | 1920          | 1999           | Dirijor                         | „pentru merite deosebite în activitatea desfășurată in domeniul teatrului, muzicii și artelor plastice” | [ 30 ] |
| 1964 | Gheorghe Cotovelea        | 1933          | 2005           | Balerin                         | „pentru merite deosebite în activitatea desfășurată in domeniul teatrului, muzicii și artelor plastice” | [ 30 ] |
| 1964 | Alexa Mezincescu          | 1936          | 2019           | Balerină                        | „pentru merite deosebite în activitatea desfășurată in domeniul teatrului, muzicii și artelor plastice” | [ 30 ] |
| 1964 | Alexandru Enăceanu        |               |                | Solist                          | „pentru merite deosebite în activitatea desfășurată in domeniul teatrului, muzicii și artelor plastice” | [ 30 ] |
| 1964 | Dumitru Eremia            | 1910          | 1976           | Dirijor                         | „pentru merite deosebite în activitatea desfășurată in domeniul teatrului, muzicii și artelor plastice” | [ 30 ] |
| 1964 | Dan Iordăchescu           | 1930          | 2015           | Solist                          | „pentru merite deosebite în activitatea desfășurată in domeniul teatrului, muzicii și artelor plastice” | [ 30 ] |
| 1964 | Maria Lătărețu            | 1911          | 1972           | Solistă                         | „pentru merite deosebite în activitatea desfășurată in domeniul teatrului, muzicii și artelor plastice” | [ 30 ] |
| 1964 | Livia Szilagy Liseanu     |               |                | Solistă                         | „pentru merite deosebite în activitatea desfășurată in domeniul teatrului, muzicii și artelor plastice” | [ 30 ] |
| 1964 | Nicolae Patriche          |               |                | Dirijor                         | „pentru merite deosebite în activitatea desfășurată in domeniul teatrului, muzicii și artelor plastice” | [ 30 ] |
| 1964 | Emilia Petrescu-Cironeanu |               |                | Solistă                         | „pentru merite deosebite în activitatea desfășurată in domeniul teatrului, muzicii și artelor plastice” | [ 30 ] |
| 1964 | Gică Petrescu             | 1915          | 2006           | Solist                          | „pentru merite deosebite în activitatea desfășurată in domeniul teatrului, muzicii și artelor plastice” | [ 30 ] |
| 1964 | Ion Piso                  | 1926          |                | Solist                          | „pentru merite deosebite în activitatea desfășurată in domeniul teatrului, muzicii și artelor plastice” | [ 30 ] |
| 1964 | Cornel Stavru             | 1929          | 2014           | Solist                          | „pentru merite deosebite în activitatea desfășurată in domeniul teatrului, muzicii și artelor plastice” | [ 30 ] |
| 1964 | Ladislau Szasz            | 1926          |                | Solist                          | „pentru merite deosebite în activitatea desfășurată in domeniul teatrului, muzicii și artelor plastice” | [ 30 ] |
| 1964 | Elena Vătafu              |               |                | Solistă                         | „pentru merite deosebite în activitatea desfășurată in domeniul teatrului, muzicii și artelor plastice” | [ 30 ] |
| 1964 | Constantin Bugeanu        | 1916          | 1998           | Dirijor                         | „pentru merite deosebite în activitatea desfășurată în domeniul teatrului, muzicii, artelor plastice și cinematografiei” | [ 31 ] |
| 1964 | Mihai Constantinescu      | 1926          | 1987           | Solist instrumentist, vioară    | „pentru merite deosebite în activitatea desfășurată în domeniul teatrului, muzicii, artelor plastice și cinematografiei” | [ 31 ] |
| 1964 | Iosif Conta               | 1924          | 2006           | Dirijor                         | „pentru merite deosebite în activitatea desfășurată în domeniul teatrului, muzicii, artelor plastice și cinematografiei” | [ 31 ] |
| 1964 | Mircea Cristescu          | 1928          | 1995           | Dirijor                         | „pentru merite deosebite în activitatea desfășurată în domeniul teatrului, muzicii, artelor plastice și cinematografiei” | [ 31 ] |
| 1964 | Sile Dinicu               | 1919          | 1993           | Dirijor                         | „pentru merite deosebite în activitatea desfășurată în domeniul teatrului, muzicii, artelor plastice și cinematografiei” | [ 31 ] |
| 1964 | Aurelia Fătu-Răduțu       | 1929          | 1972           | Solistă                         | „pentru merite deosebite în activitatea desfășurată în domeniul teatrului, muzicii, artelor plastice și cinematografiei” | [ 31 ] |
| 1964 | Marieta Grebenișan        | 1930          | 2022           | Solistă                         | „pentru merite deosebite în activitatea desfășurată în domeniul teatrului, muzicii, artelor plastice și cinematografiei” | [ 31 ] |
| 1964 | Ileana Iliescu            | 1937          |                | Balerină                        | „pentru merite deosebite în activitatea desfășurată în domeniul teatrului, muzicii, artelor plastice și cinematografiei” | [ 31 ] |
| 1964 | Tudor Jarda               | 1922          | 2007           | Compozitor                      | „pentru merite deosebite în activitatea desfășurată în domeniul teatrului, muzicii, artelor plastice și cinematografiei” | [ 31 ] |
| 1964 | Ladislau Konya            | 1934          |                | Solist                          | „pentru merite deosebite în activitatea desfășurată în domeniul teatrului, muzicii, artelor plastice și cinematografiei” | [ 31 ] |
| 1964 | Valentina Massini         |               | 1998           | Balerină                        | „pentru merite deosebite în activitatea desfășurată în domeniul teatrului, muzicii, artelor plastice și cinematografiei” | [ 31 ] |
| 1964 | Iosif Milu                |               |                | Solist                          | „pentru merite deosebite în activitatea desfășurată în domeniul teatrului, muzicii, artelor plastice și cinematografiei” | [ 31 ] |
| 1964 | Ștefan Ruha               | 1931          | 2004           | Solist instrumentist, vioară    | „pentru merite deosebite în activitatea desfășurată în domeniul teatrului, muzicii, artelor plastice și cinematografiei” | [ 31 ] |
| 1964 | Henry Selbing             | 1912          | 2000           | Dirijor                         | „pentru merite deosebite în activitatea desfășurată în domeniul teatrului, muzicii, artelor plastice și cinematografiei” | [ 31 ] |
| 1966 | Floria Capsali            | 1900          | 1982           | Maestră de balet                | „pentru activitate îndelungată, pentru merite deosebite în creația baletului românesc și formarea cadrelor de balerini și maeștri de balet” | [ 52 ] |
| 1966 | Theodor Vasilescu         | 1932          | 2024           | Maestru de balet                | „pentru realizări deosebite în domeniul artei coregrafice” | [ 53 ] |
| 1967 | Radu Botez                | 1909          | 1980           | Dirijor                         | „pentru activitate îndelungată și merite deosebite în activitatea dirijorală” | [ 54 ] |
| 1967 | Vladimir Bedea            |               |                | Maestru de dansuri              | „pentru realizări valoroase în domeniul artistic” | [ 55 ] |
| 1967 | Clement Ioan Bogza        |               |                | Solist vocal                    | „pentru realizări valoroase în domeniul artistic” | [ 55 ] |
| 1967 | Florin Comișel            | 1922          | 1985           | Dirijor                         | „pentru merite deosebite în activitatea artistică” | [ 56 ] |
| 1967 | Dumitru-Mitiță Dumitrescu | 1909          | 1992           | Coregraf                        | „pentru merite deosebite în activitatea artistică” | [ 56 ] |
| 1967 | Victor N. Popescu         |               |                | Dirijor                         | „pentru merite deosebite în activitatea artistică” | [ 56 ] |

### Artiști plastici
| An   | Nume                       | Anul nașterii | Anul decesului | Ocupație            | Motiv | Note   |
| ---- | -------------------------- | ------------- | -------------- | ------------------- | --- | ------ |
| 1951 | Camil Ressu                | 1880          | 1962           | Pictor              | – | [ 2 ]  |
| 1951 | Iosif Iser                 | 1881          | 1958           | Pictor              | – | [ 2 ]  |
| 1954 | Ligia Macovei              | 1916          | 1998           | Pictor              | „pentru merite deosebite în activitatea artistică”                                                                       | [ 41 ] |
| 1954 | Octavian Angheluță         | 1904          | 1979           | Pictor              | „pentru merite deosebite în activitatea artistică”                                                                       | [ 41 ] |
| 1954 | Ștefan Szönyi              | 1913          | 1967           | Pictor              | „pentru merite deosebite în activitatea artistică”                                                                       | [ 41 ] |
| 1954 | Jules Perahim              | 1914          | 2008           | Pictor              | „pentru merite deosebite în activitatea artistică”                                                                       | [ 41 ] |
| 1954 | M.H. Maxy                  | 1895          | 1971           | Pictor              | „pentru merite deosebite în activitatea artistică”                                                                       | [ 41 ] |
| 1956 | Marius Bunescu             | 1881          | 1971           | Pictor              | „pentru merite deosebite în domeniul creației plastice”                                                                  | [ 57 ] |
| 1957 | Mac Constantinescu         | 1900          | 1979           | Sculptor            | „pentru merite deosebite în activitatea artistică, pedagogică, precum și în munca din alte domenii ale culturii”         | [ 22 ] |
| 1957 | Ștefan Constantinescu      | 1898          | 1983           | Pictor              | „pentru merite deosebite în activitatea artistică, pedagogică, precum și în munca din alte domenii ale culturii”         | [ 22 ] |
| 1957 | Gheorghe Juster            | 1902          | 1968           | Pictor              | „pentru merite deosebite în activitatea artistică, pedagogică, precum și în munca din alte domenii ale culturii”         | [ 22 ] |
| 1957 | Zoltán Kovács              | 1913          | 1999           | Pictor              | „pentru merite deosebite în activitatea artistică, pedagogică, precum și în munca din alte domenii ale culturii”         | [ 22 ] |
| 1957 | Gheorghe Labin             | 1907          | 1977           | Pictor              | „pentru merite deosebite în activitatea artistică, pedagogică, precum și în munca din alte domenii ale culturii”         | [ 22 ] |
| 1957 | Romul Ladea                | 1901          | 1970           | Sculptor            | „pentru merite deosebite în activitatea artistică, pedagogică, precum și în munca din alte domenii ale culturii”         | [ 22 ] |
| 1957 | Aurel Popp                 | 1879          | 1960           | Pictor              | „pentru merite deosebite în activitatea artistică, pedagogică, precum și în munca din alte domenii ale culturii”         | [ 22 ] |
| 1957 | Traian Cornescu            | 1885          | 1965           | Pictor scenograf    | „pentru merite deosebite în activitatea artistică”                                                                       | [ 24 ] |
| 1962 | Vasile Kazar               | 1913          | 1998           | Grafician           | „pentru realizări valoroase în domeniul artistic”                                                                        | [ 29 ] |
| 1964 | Ion Bărbulescu (B'Arg)     | 1887          | 1969           | Grafician           | „pentru merite deosebite în activitatea desfășurată in domeniul teatrului, muzicii și artelor plastice”                  | [ 30 ] |
| 1964 | Iosif Bene                 | 1903          | 1986           | Pictor              | „pentru merite deosebite în activitatea desfășurată in domeniul teatrului, muzicii și artelor plastice”                  | [ 30 ] |
| 1964 | Ary Murnu                  | 1881          | 1971           | Grafician           | „pentru merite deosebite în activitatea desfășurată in domeniul teatrului, muzicii și artelor plastice”                  | [ 30 ] |
| 1964 | Ioan Sima                  | 1898          | 1985           | Pictor              | „pentru merite deosebite în activitatea desfășurată in domeniul teatrului, muzicii și artelor plastice”                  | [ 30 ] |
| 1964 | Eugen Szervátiusz          | 1903          | 1983           | Sculptor            | „pentru merite deosebite în activitatea desfășurată in domeniul teatrului, muzicii și artelor plastice”                  | [ 30 ] |
| 1964 | Andrei Mikola              | 1884          | 1970           | Pictor              | „pentru merite deosebite în domeniul creației plastice”                                                                  | [ 58 ] |
| 1964 | Zoe Băicoianu              | 1910          | 1987           | Sculptoriță         | „pentru merite deosebite în activitatea desfășurată în domeniul teatrului, muzicii, artelor plastice și cinematografiei” | [ 31 ] |
| 1964 | Iftimie Bârleanu           | 1916          | 1986           | Sculptor            | „pentru merite deosebite în activitatea desfășurată în domeniul teatrului, muzicii, artelor plastice și cinematografiei” | [ 31 ] |
| 1964 | Paul Bortnovschi           | 1922          | 2007           | Scenograf           | „pentru merite deosebite în activitatea desfășurată în domeniul teatrului, muzicii, artelor plastice și cinematografiei” | [ 31 ] |
| 1964 | Vasile Dobrian             | 1912          | 1999           | Pictor              | „pentru merite deosebite în activitatea desfășurată în domeniul teatrului, muzicii, artelor plastice și cinematografiei” | [ 31 ] |
| 1964 | Aurelia Ghiață             | 1896          | 1972           | Artistă decoratoare | „pentru merite deosebite în activitatea desfășurată în domeniul teatrului, muzicii, artelor plastice și cinematografiei” | [ 31 ] |
| 1964 | Florica Jebeleanu-Cordescu | 1913          | 1965           | Graficiană          | „pentru merite deosebite în activitatea desfășurată în domeniul teatrului, muzicii, artelor plastice și cinematografiei” | [ 31 ] |
| 1964 | Ion Vlasiu                 | 1909          | 1997           | Sculptor            | „pentru merite deosebite în activitatea desfășurată în domeniul teatrului, muzicii, artelor plastice și cinematografiei” | [ 31 ] |
| 1965 | Hans Hermann               | 1885          | 1980           | Pictor grafician    | „pentru activitate îndelungată și merite dosebite în domeniul artelor plastice”                                          | [ 59 ] |
| 1965 | Marius Butunoiu            | 1919          | 1999           | Sculptor            | „pentru activitate îndelungată și merite deosebite în domeniul creației plastice”                                        | [ 60 ] |
| 1966 | Gustav Kollar              | 1879          | 1970           | Pictor              | „pentru activitate îndelungată și merite deosebite în domeniul teatrului și artelor plastice”                            | [ 61 ] |

## Vezi și
- Artist al poporului
- Emerit
- Maestru emerit al artei